# Epiglotální souhláska
Epiglotála je typ souhlásky, která je artikulována mezi hrtanovou příklopkou (epiglotis) a aryepiglotickou řasou (plica aryepiglottica). Jsou poměrně vzácné a v evropských jazycích se vůbec nevyskytují, proto mohou mít evropští lingvisté někdy problémy s jejich identifikací. Vyskytují se převážně v semitských jazycích (v některých nářečích arabštiny), v jazycích Britské Kolumbie a v některých kavkazských jazycích. Pomocí mezinárodní fonetické abecedy IPA lze zapsat tři epiglotální souhlásky, totiž epiglotální plozivu ʡ, neznělou epiglotální frikativu ʜ a znělou epiglotální frikativu ʢ. Doložena je také epiglotální vibranta (v dialektech kanadského jazyka haida) a epiglotální verberanta (mezi samohláskami v kušitském jazyce dahalo), ty ale nemají svůj symbol v IPA.